# RDSZ–1

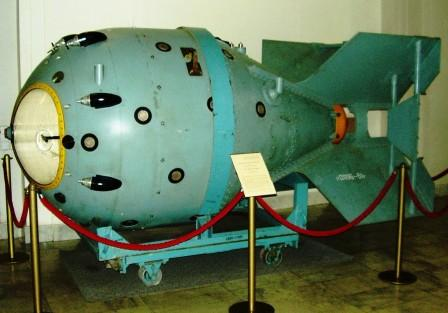
Az RDSZ–1 makettje múzeumban kiállítva

RDSZ–1 (РДС–1, amerikai kódneve: Joe–1, gyári típusjelzése: 501-es gyártmány) volt az első szovjet nukleáris fegyver. A kísérleti bomba robbantására 1949. augusztus 29-én került sor a kazahsztáni Szemipalatyinszk (napjainkban: Szemej) közelében.
Az RDSZ–1 fejlesztése és építése az 1946 áprilisában a Szarov mellett létrehozott Arzamasz–16 telepen megalakított KB–11 tervezőirodában folyt Julij Hariton vezetésével, aki több évtizedig a szovjet atomfegyver-fejlesztés legfőbb irányítója volt. 1946 közepére két bomba terve készült el. Az RDSZ–1 a plutónium töltetű amerikai Fat Man másolata volt, míg a vele párhuzamosan fejlesztett RDSZ–2 (gyártmányjelzése: 601) eredeti szovjet konstrukció volt. Az atomfegyver-programot felügyelő Lavrentyij Berija Sztálin utasítására az RDSZ–1 megépítését szorgalmazta.
A 22 kilotonna TNT hatóerejével egyenértékű bomba az „Első villám” (Первая молния [Pervaja molnyija]) nevet kapta. A szovjet atomfegyver-fejlesztés kezdetben jelentősen elmaradt az amerikaitól, de később a Manhattan terven dolgozó Klaus Fuchstól és társaitól kapott információknak köszönhetően sikerült jelentősen csökkenteni a hátrányt.
A bomba RDSZ–1 típusjelére többféle magyarázat is van. A leggyakoribb magyarázat szerint „Különleges Sugárhajtómű” (Реактивный Двигатель Специальный [Reaktyivnij Dvigatyel Szpecialnij), vagy „Sztálin sugárhajtóműve” (Реактивный двигатель Сталина/Reaktyivnij dvigatyel Sztalina), vagy „Oroszország egyedül csinálja” (Россия делает сама/Rosszija gyelajet szama). A későbbi fegyverek kifejlesztésénél az RDSZ típusjelet különböző sorozatszámmal kibővítve megtartották.
A bomba megalkotásában jelentős szerepet játszott Igor Kurcsatov orosz fizikus is, akit Sztálin személyesen kért fel az Egyesült Államokból megszerzett dokumentáció és műszaki ismeretek értelmezésére, a bomba összeállítására, valamint a kísérleti robbantáshoz szükséges hasadóanyag előállításának megszervezésére. A bomba hasadóanyagát a Majak-üzemben állították elő, az összeszerelését Arzamasz–16-ban végezték el. Szemipalatyinszkba a legnagyobb titoktartás mellett vasúton szállították. A bombát a kísérleti robbantáshoz egy 150 m magas toronyban helyezték el.
Sztálin már az első kísérleti robbantás előtt, 1949. március 3-án utasítást adott az RDSZ–1 sorozatgyártására, amelyet Szaranszkban, az Avangard üzemben terveztek elindítani, és évi 10 db bombát akartak előállítani. Kettő vagy három további kísérleti példány készült az RDSZ–1-ből a KB–11-nél, és kb. 5 db sorozatgyártású példányt készítettek. Ezeket a bombákat nem rendszeresítették bombázókon, szétszerelve tárolták őket.
Az RDSZ–1-gyel párhuzamosan készített RDSZ–2-t, amely a Második villám nevet kapta, 1951. szeptember 24-én próbálták ki Szemipalatyinszknál. A 38 kilotonna hatóerejű bomba sikeres robbantását a Szovjetunió hivatalosan nem jelentette be.

## Külső hivatkozások
- Az egykori KB–11, ma Össz-oroszországi Kísérleti Fizikai Tudományos Kutatóintézet Szövetségi Nukleáris Központjának honlapja (oroszul és angolul)